# Wildspitze
Wildspitze je planina u Austriji, u saveznoj državi Tirolu.
Najviši je vrh Ötztalskih Alpa (3774 m) i drugi najveći vrh Austrije odmah iza Grossglocknera koji je visok 3798 metara.
Vrh Wildspitzea je prvi put osvojio 1861. nepoznati lokalni poljodjelac Leander Klotz koji se uspeo južnim dijelom planine.

## Vanjske poveznice
- Dutch website about the Ötztaler Alps
- Wildspitze on Summitpost
- Wildspitze on Peakware  Arhivirana inačica izvorne stranice od 4. veljače 2012. (Wayback Machine)